# Hardystonite
La hardystonite è un minerale appartenente al gruppo della melilite.